# Molophilus parviserratus
Molophilus parviserratus là một loài ruồi trong họ Limoniidae. Chúng phân bố ở miền Australasia.